# Томаковское
Томаковское (укр. Томаківське) — село,
Криничеватский сельский совет,
Никопольский район,
Днепропетровская область,
Украина.
Код КОАТУУ — 1222982812. Население по переписи 2001 года составляло 50 человек.

## Географическое положение
Село Томаковское находится на расстоянии в 1 км от села Веселое и в 1,5 км от села Охотничье.
По селу протекает пересыхающий ручей с запрудой.
Рядом проходит автомобильная дорога Т-0435.